# Pälämä
Pälämä är en sjö i kommunen Kuhmois i landskapet Mellersta Finland i Finland. Sjön ligger 89,2 meter över havet. Arean är 1,8 kvadratkilometer och strandlinjen är 13,07 kilometer lång. Sjön  ingår i Kymmene älvs huvudavrinningsområde.   Den ligger omkring 64 kilometer sydväst om Jyväskylä och omkring 170 kilometer norr om Helsingfors. 
I sjön finns öarna Tappurasaari och Raatosaari. 